# Isole d'Italia per popolazione
La seguente lista di Isole italiane per popolazione elenca le isole della Repubblica Italiana in ordine demografico. Delle circa 800 isole che circondano la penisola italiana ne sono abitate 77.
La popolazione delle isole italiane, senza includere la Sardegna e la Sicilia, raggiunge poco meno di 400.000 abitanti. Le due isole maggiori hanno insieme circa 6.600.000 abitanti.
L'intera popolazione delle isole italiane è quindi di circa 7 milioni di abitanti, vale a dire il 12% della popolazione italiana.

## Lista
|    | Nome                      | Arcipelago                  | Regione               | Province                           | Comuni                                                                                   | Superficie (km²) | Sviluppo costiero | Massima altitudine (m s.l.m.)   | Abitanti  | Densità (ab./km²) | Immagine |
| -- | ------------------------- | --------------------------- | --------------------- | ---------------------------------- | ---------------------------------------------------------------------------------------- | ---------------- | ----------------- | ------------------------------- | --------- | ----------------- | -------- |
| 1  | Sicilia                   | Arcipelago siciliano        | Sicilia               | 6 province + 3 città metropolitane | 392 comuni                                                                               | 25 460           | 1.152 km          | Monte Etna 3.357 m              | 5 015 569 | 196,99            |          |
| 2  | Sardegna                  | Arcipelago sardo            | Sardegna              | 4 + 1 città metropolitana          | 374 comuni                                                                               | 23 813           | 1.897 km          | Punta la Marmora 1.834 m        | 1 600 150 | 67,19             |          |
| 3  | Isola d'Ischia            | Isole Flegree               | Campania              | Napoli                             | Barano d'Ischia, Casamicciola Terme, Forio, Ischia, Lacco Ameno, Serrara Fontana         | 46,3             | 34 km             | Monte Epomeo 788 m              | 62 860    | 1.357,66          |          |
| 4  | Chioggia                  | Isole della Laguna Veneta   | Veneto                | Venezia                            | Chioggia                                                                                 | 0,67             |                   | 2 m                             | 49 405    | 73.738,806        |          |
| 5  | Venezia                   | Isole della Laguna Veneta   | Veneto                | Venezia                            | Venezia                                                                                  | 5,17             |                   | S.l.m.                          | 49 129    | 9.502,708         |          |
| 6  | Isola d'Elba              | Arcipelago Toscano          | Toscana               | Livorno                            | Campo nell'Elba, Capoliveri, Marciana, Marciana Marina, Porto Azzurro, Portoferraio, Rio | 223              |                   | Monte Capanne 1019 m            | 31 660    | 141,97            |          |
| 7  | Isola delle Palme         | Arcipelago siciliano        | Sicilia               | Siracusa                           | Augusta                                                                                  | 1,23             |                   | 15 m                            | 30 225    | 24.573,17         |          |
| 8  | Gallipoli                 | Isole della Puglia          | Puglia                | Lecce                              | Gallipoli                                                                                | 0,225            |                   | 12 m                            | 19 430    | 86.355,55         |          |
| 9  | Lido                      | Isole della Laguna Veneta   | Veneto                | Venezia                            | Venezia                                                                                  | 4                |                   | 3 m                             | 17 848    | 4.462             |          |
| 10 | Isola di Sant'Antioco     | Arcipelago del Sulcis       | Sardegna              | Sud Sardegna                       | Calasetta, Sant'Antioco                                                                  | 108,9            |                   | 271 m                           | 14 434    | 132,54            |          |
| 11 | Isola di Capri            | Isole Flegree               | Campania              | Napoli                             | Anacapri, Capri                                                                          | 10,4             |                   | Monte Solaro 589 m              | 14 117    | 1.357,40          |          |
| 12 | Isola del Liri (fluviale) | Isole del Lazio             | Lazio                 | Frosinone                          | Isola del Liri                                                                           | 0,063            |                   | 217 m                           | 11 236    | 178.349,20        |          |
| 13 | Isola Maddalena           | Arcipelago della Maddalena  | Sardegna              | Sassari                            | La Maddalena                                                                             | 20,1             |                   | Guardia Vecchia 156 m           | 10 689    | 531,79            |          |
| 14 | Isola di Procida          | Isole Flegree               | Campania              | Napoli                             | Procida                                                                                  | 3,7              | 16 km             | Terra Murata 91 m               | 10 596    | 2.863,78          |          |
| 15 | Isola di Lipari           | Isole Eolie                 | Sicilia               | Messina                            | Lipari                                                                                   | 37,29            |                   | 602 m                           | 10 554    | 283,02            |          |
| 16 | Isola di Pantelleria      | Arcipelago siciliano        | Sicilia               | Trapani                            | Pantelleria                                                                              | 83               | 51,5 km           | Montagna Grande 836 m           | 7 649     |                   |          |
| 17 | Isola di Grado            | Isole della Laguna di Grado | Friuli-Venezia Giulia | Gorizia                            | Grado                                                                                    | 8,10             |                   | 2 m                             | 7 014     |                   |          |
| 18 | Isola di San Pietro       | Arcipelago del Sulcis       | Sardegna              | Sud Sardegna                       | Carloforte                                                                               | 51               | 33 km             | Guardia dei Mori 211 m          | 6 444     |                   |          |
| 19 | Isola della Giudecca      | Isole della Laguna Veneta   | Veneto                | Venezia                            | Venezia                                                                                  | 0,59             |                   | 1 m                             | 6 429     |                   |          |
| 20 | Isola di Lampedusa        | Isole Pelagie               | Sicilia               | Agrigento                          | Lampedusa e Linosa                                                                       | 20,2             | 33,3 km           | Monte Albero Sole 133 m         | 5 282     |                   |          |
| 21 | Murano                    | Isole della Laguna Veneta   | Veneto                | Venezia                            | Venezia                                                                                  | 1,17             |                   | 4 m                             | 4 968     |                   |          |
| 22 | Isola di Ortigia          | Arcipelago siciliano        | Sicilia               | Siracusa                           | Siracusa                                                                                 | 1                | 4,40 km           |                                 | 4 500     |                   |          |
| 23 | Pellestrina               | Isole della Laguna Veneta   | Veneto                | Venezia                            | Venezia                                                                                  | 2                |                   | 3 m                             | 4 471     |                   |          |
| 24 | Isola di Ponza            | Isole Pontine               | Lazio                 | Latina                             | Ponza                                                                                    | 7,5              |                   | Monte Guardia 280 m             | 3 378     |                   |          |
| 25 | Burano                    | Isole della Laguna Veneta   | Veneto                | Venezia                            | Venezia                                                                                  | 0,21             |                   | 1 m                             | 3 267     |                   |          |
| 26 | Isola di Favignana        | Isole Egadi                 | Sicilia               | Trapani                            | Favignana                                                                                | 19,8             | 33 km             | Monte Santa Caterina 314 m      | 3 115     |                   |          |
| 27 | Isola di Salina           | Isole Eolie                 | Sicilia               | Messina                            | Leni, Malfa, Santa Marina Salina                                                         | 26,38            |                   | Monte Fossa delle Felci, 962 m  | 2 588     |                   |          |
| 28 | Monte Isola               | Isole del Lago d'Iseo       | Lombardia             | Brescia                            | Monte Isola                                                                              | 4,5              |                   | 600 m                           | 1 769     |                   |          |
| 29 | Isola del Giglio          | Arcipelago Toscano          | Toscana               | Grosseto                           | Isola del Giglio                                                                         | 23,80            | 27 km             | Poggio della Pagana, 496 m      | 1 393     |                   |          |
| 30 | Isola di Ustica           | Arcipelago siciliano        | Sicilia               | Palermo                            | Ustica                                                                                   | 8                | 51 km             | Punta Maggiore, 244 m           | 1 308     |                   |          |
| 31 | Isola di Vulcano          | Isole Eolie                 | Sicilia               | Messina                            | Lipari                                                                                   | 20,87            |                   | 499                             | 1 185     |                   |          |
| 32 | Sant'Erasmo               | Isole della Laguna Veneta   | Veneto                | Venezia                            | Venezia                                                                                  | 3,26             |                   | 4                               | 771       |                   |          |
| 33 | Isola Ventotene           | Isole Pontine               | Lazio                 | Latina                             | Ventotene                                                                                | 1,89             |                   | 139                             | 737       |                   |          |
| 34 | Isola di Stromboli        | Isole Eolie                 | Sicilia               | Messina                            | Lipari                                                                                   | 12,19            |                   | 926                             | 713       |                   |          |
| 35 | Isola di Marettimo        | Isole Egadi                 | Sicilia               | Trapani                            | Favignana                                                                                | 12,3             |                   |                                 | 595       |                   |          |
| 36 | Isola di Linosa           | Isole Pelagie               | Sicilia               | Agrigento                          | Lampedusa e Linosa                                                                       | 5,43             |                   | monte Vulcano 195 m             | 443       |                   |          |
| 37 | Isola di Capraia          | Arcipelago Toscano          | Toscana               | Livorno                            | Capraia Isola                                                                            | 19,03            |                   | Monte Castello, 447             | 420       |                   |          |
| 38 | Isola di Panarea          | Isole Eolie                 | Sicilia               | Messina                            | Lipari                                                                                   | 3,34             | 8 km              | 420                             | 415       |                   |          |
| 39 | Mazzorbo                  | Isole della Laguna Veneta   | Veneto                | Venezia                            | Venezia                                                                                  | 0,52             |                   | 1 m                             | 364       |                   |          |
| 40 | Isola Filicudi            | Isole Eolie                 | Sicilia               | Messina                            | Lipari                                                                                   | 9,49             |                   | Monte Fossa Felci, 773          | 308       |                   |          |
| 41 | Isola di San Domino       | Isole Tremiti               | Puglia                | Foggia                             | Isole Tremiti                                                                            | 2,08             | 9,7 km            | Colle dell'Eremita 116 m s.l.m. | 236       |                   |          |
| 42 | Isola di Levanzo          | Isole Egadi                 | Sicilia               | Trapani                            | Favignana                                                                                | 5,6              |                   | Pizzo Monaco, 270 m             | 222       |                   |          |
| 43 | Isola di San Nicola       | Isole Tremiti               | Puglia                | Foggia                             | Isole Tremiti                                                                            | 0,42             | 3.700 m           | 75 m                            | 131       |                   |          |
| 44 | Isola Alicudi             | Isole Eolie                 | Sicilia               | Messina                            | Lipari                                                                                   | 5,10             |                   | Monte Filo dell'Arpa, 675 m     | 131       |                   |          |
| 45 | Isola di Gorgona          | Arcipelago Toscano          | Toscana               | Livorno                            | Livorno                                                                                  | 2,25             |                   | 255 m                           | 124       |                   |          |
| 46 | Isola di Caprera          | Arcipelago della Maddalena  | Sardegna              | Sassari                            | La Maddalena                                                                             | 15,7             |                   | Monte Teialone, 212 m           | 77        |                   |          |
| 47 | Isola di San Giulio       | Isole del Piemonte          | Piemonte              | Novara                             | Orta San Giulio                                                                          | 0,0385           | 650 m             |                                 | 77        |                   |          |
| 48 | Vignole                   | Isole della Laguna Veneta   | Veneto                | Venezia                            | Venezia                                                                                  | 0,69             |                   | 4 m                             | 69        |                   |          |
| 49 | Isola Superiore           | Isole Borromee              | Piemonte              | Verbano-Cusio-Ossola               | Stresa                                                                                   | 0,035            |                   |                                 | 57        |                   |          |
| 50 | Isola di Palmaria         | Arcipelago Spezzino         | Liguria               | La Spezia                          | Portovenere                                                                              | 1,89             |                   | 190,6 m                         | 56        |                   |          |
| 51 | Isola Bella               | Isole Borromee              | Piemonte              | Verbano-Cusio-Ossola               | Stresa                                                                                   | 0,064            |                   |                                 | 36        |                   |          |
| 52 | Isola Maggiore            | Isole del Lago Trasimeno    | Umbria                | Perugia                            | Tuoro sul Trasimeno                                                                      | 0,24             | 2 km              | 309 m                           | 35        |                   |          |
| 53 | Isola di Tavolara         | Arcipelago sardo            | Sardegna              | Sassari                            | Olbia                                                                                    | 5,9              |                   |                                 | 27        |                   |          |
| 54 | Torcello                  | Isole della Laguna Veneta   | Veneto                | Venezia                            | Venezia                                                                                  | 0,44             |                   | 2 m                             | 25        |                   |          |
| 55 | San Lazzaro degli Armeni  | Isole della Laguna Veneta   | Veneto                | Venezia                            | Venezia                                                                                  | 0,0327           |                   | 2 m                             | 22        |                   |          |
| 56 | Isola di Giannutri        | Arcipelago Toscano          | Toscana               | Grosseto                           | Isola del Giglio                                                                         | 2,6              |                   | Poggio Capel Rosso 88 m         | 13        |                   |          |
| 57 | San Giorgio Maggiore      | Isole della Laguna Veneta   | Veneto                | Venezia                            | Venezia                                                                                  | 0,099            |                   | 1 m                             | 11        |                   |          |
| 58 | Isola di San Michele      | Isole della Laguna Veneta   | Veneto                | Venezia                            | Venezia                                                                                  | 0,16             |                   | 0 m                             | 11        |                   |          |
| 59 | Isola di San Pantaleo     | Isole dello Stagnone        | Sicilia               | Trapani                            | Marsala                                                                                  | 0,45             | 2,560 km          |                                 | 10        |                   |          |
| 60 | Mazzorbetto               | Isole della Laguna Veneta   | Veneto                | Venezia                            | Venezia                                                                                  | 2,91             |                   | 0 m                             | 10        |                   |          |
| 61 | Isola di Pianosa          | Arcipelago Toscano          | Toscana               | Livorno                            | Campo nell'Elba                                                                          | 10,3             |                   | 29 m                            | 10        |                   |          |
| 62 | Isola del Garda           | Isole del Lago di Garda     | Lombardia             | Brescia                            | San Felice del Benaco                                                                    | 0,07             |                   | 88 m                            | 10        |                   |          |
| 63 | San Francesco del Deserto | Laguna Veneta               | Veneto                | Venezia                            | Venezia                                                                                  | 0,04             |                   | 1 m                             | 9         |                   |          |
| 64 | Isola Chiesa              | Arcipelago della Maddalena  | Sardegna              | Sassari                            | La Maddalena                                                                             | 0,059            |                   |                                 | 9         |                   |          |
| 65 | Santa Maria di Barbana    | Isole della Laguna di Grado | Friuli-Venezia Giulia | Gorizia                            | Grado                                                                                    | 0,03             |                   |                                 | 7         |                   |          |
| 66 | Isola di Santa Maria      | Arcipelago della Maddalena  | Sardegna              | Sassari                            | La Maddalena                                                                             | 2                | 10 km             | Guardia del Turco, 49 m         | 4         |                   |          |
| 67 | Isola Madre               | Isole Borromee              | Piemonte              | Verbano-Cusio-Ossola               | Stresa                                                                                   | 0,0726           |                   |                                 | 4         |                   |          |
| 68 | Isola Morgo               | Isole della Laguna di Grado | Friuli-Venezia Giulia | Gorizia                            | Grado                                                                                    | 1,03             |                   |                                 | 3         |                   |          |
| 69 | Isola Spargi              | Arcipelago della Maddalena  | Sardegna              | Sassari                            | La Maddalena                                                                             | 4,20             | 11 km             | Guardia Preposti 153 m          | 2         |                   |          |
| 70 | Isola di Montecristo      | Arcipelago Toscano          | Toscana               | Livorno                            | Portoferraio                                                                             | 10,39            |                   | Monte della Fortezza 645 m      | 2         |                   |          |
| 71 | Isola San Giovanni        | Isole Borromee              | Piemonte              | Verbano-Cusio-Ossola               | Verbania                                                                                 | 0,004            |                   |                                 | 2         |                   |          |
| 72 | Isola di Vendicari        | Arcipelago siciliano        | Sicilia               | Siracusa                           | Noto                                                                                     | 0,050            |                   |                                 | 1         |                   |          |
| 73 | Isola Budelli             | Arcipelago della Maddalena  | Sardegna              | Sassari                            | La Maddalena                                                                             | 1,60             | 12,3 km           | Monte Budello 88 m              | 1         |                   |          |
| 74 | Isola di Santo Stefano    | Arcipelago della Maddalena  | Sardegna              | Sassari                            | La Maddalena                                                                             | 3                |                   | Monte Zucchero 101 m            | 1         |                   |          |
| 75 | Isola dell'Asinara        | Arcipelago sardo            | Sardegna              | Sassari                            | Porto Torres                                                                             | 51,23            | 110 km            | Punta della Scomunica 408 m     | 1         |                   |          |
| 76 | Isola di San Clemente     | Isole della Laguna Veneta   | Veneto                | Venezia                            | Venezia                                                                                  | 0,067            |                   |                                 | 1         |                   |          |
| 77 | Faro di Sant'Eufemia      | Isole della Puglia          | Puglia                | Foggia                             | Vieste                                                                                   | 0,03             |                   |                                 | 1         |                   |          |